# Geodætisk Institut - Island 1937
Geodætisk Institut - Island 1937 er en dansk dokumentarisk optagelse fra 1937.

## Handling
Geodætisk Instituts kortlægning af Island fra luften. Målet er at fotografere hele den nordlige og vestlige del af landet. Ekspeditionen afgår med M/S Dronning Alexandrine fra Islands Plads i København 20. maj 1937. Ankomst til Reykjavik: skibet "Hvidbjørnen" og vandflyver, en Heinekel no. 84, klargøres. Søløjtnant Grønbæk fører maskinen og kaptajn Herschend fotograferer. Professor Nørlund er med på hele turen. "Hvidbjørnen" i Hvalfjord med vandflyver på dæk. Start på første fotoflyvning over øen Videy, øst for Reykjavik. Overflyvning af Reykjavik. Ekspedtionen fortsætter til Akureyri. Mens flyet er i luften, skal det daglige arbejde på "Hvidbjørnen" passes. På tilbageturen til Reykjavik ses Jøklerne på Nordlandet.
Udflugter for ekspeditionsdeltagerne: Elektricitetsværket ved Sog, varmtvandsboringer - varme kilder udnyttes til tøjvask og friluftsbadning. Laksefiskeri i Laxá. Skibet "Ternen" ses, på vej til Grønland. Thingvalla-sletten: Öxafoss, Blomsterkløften, Peningagjá (Pengekløften), Gullfoss, Geysir og andre steder. 18. september er ekspeditionen retur i København efter overflyvning af 40.000 kvadratkilometer.